# Lyngen
Lyngen este o comună din provincia Troms, Norvegia.